# Ophiochasma stellatum
Ophiochasma stellatum är en ormstjärneart som först beskrevs av Ljungman 1867.  Ophiochasma stellatum ingår i släktet Ophiochasma och familjen Ophiodermatidae. Inga underarter finns listade i Catalogue of Life.